# Leonardo Ulloa
Pour les articles homonymes, voir Ulloa (homonymie).
Leonardo Ulloa est un ancien footballeur argentin, né le 26 juillet 1986 à General Roca en Argentine et ayant pris la nationalité chilienne. Il évoluait au poste d'attaquant.

## Biographie
Le 22 juillet 2014 il rejoint Leicester City, tout juste promu en Barclays Premier League.
Le 10 août 2018, il rejoint le CF Pachuca.

## Palmarès
- San Lorenzo
  - 2007 : Vainqueur du Tournoi de Clôture

- Arsenal de Sarandí
  - 2007 : Vainqueur de la Copa Sudamericana

- Leicester City
  - Champion d'Angleterre en 2016

### Distinctions personnelles
- UD Almería
  - 2012 : Meilleur buteur de la Liga Adelante avec 28 buts.